# Автошлях Т 1208
Автошля́х Т 1208 — автомобільний шлях територіального значення в Кіровоградській області. Проходить територією Голованівського, Вільшанського та Добровеличківського районів через Пушкове — Вільшанку — Добровеличківку. Загальна довжина — 51,6 км.

## Маршрут
Автошлях проходить через такі населені пункти:
| Автошлях Т 1208          |        |
| Кіровоградська область   |        |
| Голованівський район     |        |
| Пушкове                  | Н24    |
| Вільшанський район       |        |
| Сухий Ташлик             |        |
| Залізничне               |        |
| Вільшанка                |        |
| Добре                    |        |
| Добровеличківський район |        |
| Тернове                  |        |
| Новолутківка             |        |
| Добровеличківка          | Т 1214 |